# Babaroroa
Babaroroa ist der nördlichste Punkt der Insel Arorae in Kiribati. Dort befindet sich der Flugplatz Arorae Airport (AIS, NGTR). In den umliegenden Kokospalmenhainen wird Kopra hergestellt. Im Norden schließt sich das Tebike-Riff an. Und in der nordwestlichen Verlängerung liegt der Iroij Seamount.